# Samsung SCH-U470
Samsung SCH-U470 hay Juke, là một chiếc điện thoại di động hỗ trợ mạng CDMA được cung cấp độc quyền bởi công ty Verizon Wireless. SCH-U470 ra mắt lần đầu tiên vào năm 2007 với 3 tông màu chủ đạo: đỏ, đen và xanh lá cây. Là một chiếc điện thoại được thiết kế dành riêng cho việc nghe nhạc nên hình dáng của SCH-U470 cũng khá đặc biệt, có phần giống với những chiếc máy nghe nhạc MP3 của Samsung, phím điều khiển của máy cũng có dạng vòng tròn cảm ứng, tương tự như của iPod.
Máy hỗ trợ nhạc số với định dạng MP3, WMA, WMA Pro, AAC, và AAC+. SCH-U470 có bộ nhớ trong khá lớn dung lượng 2 GB với 1.87GB để lưu trữ nhạc. Tuy nhiên, chiếc điện thoại lại không có khe cắm thẻ nhớ microSD nên người sử dụng không thể mở rộng khả năng lưu trữ của máy. Bên cạnh đó, SCH-U470 cũng không hỗ trợ dịch vụ tải nhạc trực tuyến V Cast. Tại thị trường Châu âu, SCH-U470 được biết đến với cái tên F210, do T-Mobile và O2 Telecom làm nhà phân phối chính thức.

## Tổng quan
- Nhà cung cấp: Verizon Wireless
- Độ lớn màn hình: 1.5 inch
- Độ phân giải: 128x220, TFT 262k màu
- Camera: VGA với độ phân giải 0.3 MP
- Khả năng chia sẻ dữ liệu qua Bluetooth
- Trình duyệt: Không
- Mạng: CDMA, 2 băng tầng 850, 1900
- Thời gian gọi: 4 giờ 47 phút
- Thời gian chờ: 15 giờ 54 phút